# Штребери (1. сезона)
Прва сезона америчке комедије ситуације Штребери првобитно је емитована од 24. септембра 2007. до 19. маја 2008. године на CBS-у, која садржи 17 епизода. Неименовани пилот такође постоји. DVD издање 1. сезоне дошао је без грешака са снимања и досад је једини DVD серије Штребери који их нема. Поновно издат Blu-ray, издатје 10. јула 2012. године и укључује грешке са снимања које су ексклузивне за сет. Све епизоде на Blu-ray-у су у ремастерираном просторном звуку, док је DVD верзија имала стерео звук. Две главне улоге, Шелдон и Леонард, назване су по глумцу, редитељу и продуценту Шелдону Леонарду.
Џони Галеки и „Сара Гилберт” изабрали су епизоду „Хамбургеров постулат” као пријаву за награду Еми за ударне термине за категорије најбољег главног глумца у хумористичкој серији и најбољу гостујућу глумицу у хумористичкој серији на 60. додели награда Еми за ударне термине, али нису номиновани. Џим Парсонс изабрао је епизоду „Аномалија теста за палачинке” као пријаву за награду Еми за ударне термине за категорију најбољег главног глумца у хумористичкој серији на 60. додели награда Еми за ударне термине, али није номинован.

## Преглед
Животи физичара др Леонарда Хофстатера и др Шелдона Купера уздрмани су када се атрактивна млада амбициозна глумица из Омахе, по имену Пени, усели у стан преко пута њиховог ходника. Леонард почиње да се безнадежно заљубљује у Пени, док она према њему осећа само платонску наклоност; као резултат тога, она се трпи са његовим најближим и увек присутним пријатељима: његовим цимером, Шелдоном, који се чини граничним опсесивно-компулзивним; инжењерски мајстор Хауард Воловиц, очајно сексуално излуђени мамин дечак који мисли да му одећа и фризура у стилу из 1960-их дају осећај хладне хипе; и др. Раџеш „Раџ” Кутрапали, који не разговара с њом јер је превише стидљив да разговара са женама (случај селективног мутизма), осим ако је у пијаном стању, у том случају постаје глатки говорник, али изузетно превише агресиван женски флерт.
Током прве сезоне, Шелдон остаје без посла због вређања свог новог шефа, проналази свој его у модрицама од стране чуда од детета, постаје неспособан да поднесе део лажи коју је Леонард изговорио и увек напада свет с неумољивом потребом да потврди своју надмоћ. Раџеш прво сазнаје да може да разговара са женама, али тек када се напије, а Пени и Леонард коначно иду на састанак у финалу сезоне. До сада је једина сезона у којој се Џон Рос Боуи не појављује као споредни лик Бари Крипке и Кевин Сасман као Стјуарт Блум.

## Улоге
| - Џони Галеки као др Леонард Хофстатер - Џим Парсонс као др Шелдон Купер - Кејли Квоко као Пени - Сајмон Хелберг као Хауард Воловиц - Кунал Најар као др Раџеш „Раџ” Кутрапали | - Брајан Патрик Вејд као Курт - Верни Џонсон ако Алтеа - Сара Гилберт као Лесли Винкл - Лори Меткалф као Мери Купер - Марк Харелик као др Ерик Гејблхаузер - Карол Ен Сузи као гђа Воловиц - Брајан Џорџ као др В.М. Кутрапли - Алис Амтер као гђа Кутрапали | - Брук Д'орсеј као Кристи - Џејмс Хонг као Чен - Сарају Рао као Лалита Гупта - као Тоби Лубенфелд - Остин Ли као Денис Ким - Ендру Вокер као Мајк - Кортни Хенгелер као Миси Купер |

## Епизоде
| Бр. еп. (укупно) | Бр. еп. (у сезони) | Наслов                              | Редитељ         | Сценариста                                                                         | Премијера           | Прод. код | Гледаност у САД. (милиони) |
| ---------------- | ------------------ | ----------------------------------- | --------------- | ---------------------------------------------------------------------------------- | ------------------- | --------- | -------------------------- |
| 1                | 1                  | Пилот                               | Џејмс Бароуз    | Чак Лори и Бил Прејди                                                              | 24. септембар 2007. | 276023    | 9,52                       |
| 2                | 2                  | Хипотеза                            | Марк Цендровски | Story by : Чак Лори и Бил Прејди Teleplay by : Роберт Коен и Дејв Геч              | 1. октобар 2007.    | 3T6601    | 8,58                       |
| 3                | 3                  | Закључак                            | Марк Цендровски | Story by : Чак Лори Teleplay by : Бил Прејди и Стивен Моларо                       | 8. октобар 2007.    | 3T6602    | 8,36                       |
| 4                | 4                  | Ефекат велике рибе                  | Марк Цендровски | Story by : Чак Лори и Бил Прејди Teleplay by : Дејвид Лит и Ли Аронсон             | 15. октобар 2007.   | 3T6603    | 8,15                       |
| 5                | 5                  | Хамбургеров постулат                | Ендру Вејман    | Story by : Џенифер Гликман Teleplay by : Дејв Геч и Стивен Моларо                  | 22. октобар 2007.   | 3T6604    | 8,81                       |
| 6                | 6                  | Парадигма Средње земље              | Марк Цендровски | Story by : Дејв Геч Teleplay by : Дејвид Лит и Роберт Коен                         | 29. октобар 2007.   | 3T6605    | 8,92                       |
| 7                | 7                  | Парадокс кнедлице                   | Марк Цендровски | Story by : Чак Лори и Бил Прејди Teleplay by : Ли Аронсон и Џенифер Гликман        | 5. новембар 2007.   | 3T6606    | 9,68                       |
| 8                | 8                  | Експеримент са скакавцем            | Тед Вас         | Story by : Дејв Геч и Стивен Моларо Teleplay by : Ли Аронсон и Роберт Коен         | 12. новембар 2007.  | 3T6607    | 9,32                       |
| 9                | 9                  | Поларизација Купер-Хофстатер        | Џоел Мари       | Story by : Бил Прејди и Стивен Енгел Teleplay by : Чак Лори, Ли Аронсон и Дејв Геч | 17. март 2008.      | 3T6608    | 9,11                       |
| 10               | 10                 | Лубенфелдово слабљење               | Марк Цендровски | Story by : Чак Лори Teleplay by : Бил Прејди и Ли Аронсон                          | 24. март 2008.      | 3T6609    | 8,63                       |
| 11               | 11                 | Аномалија теста за палачинке        | Марк Цендровски | Story by : Чак Лори и Ли Аронсон Teleplay by : Бил Прејди и Стивен Енгел           | 31. март 2008.      | 3T6610    | 8,68                       |
| 12               | 12                 | Јерусалимски дуалитет               | Марк Цендровски | Story by : Џенифер Гликман и Стивен Енгел Teleplay by : Дејв Геч и Стивен Моларо   | 14. април 2008.     | 3T6611    | 7,69                       |
| 13               | 13                 | Претпоставка о ћупу са слепим мишем | Марк Цендровски | Story by : Стивен Енгел и Џенифер Гликаман Teleplay by : Бил Прејди и Роберт Коен  | 21. април 2008.     | 3T6612    | 7,51                       |
| 14               | 14                 | Уништење нердване                   | Марк Цендровски | Story by : Бил Прејди Teleplay by : Стивен Енгел и Стивен Моларо                   | 28. април 2008.     | 3T6613    | 8,07                       |
| 15               | 15                 | Неодређеност свињске шницле         | Марк Цендровски | Story by : Чак Лори Teleplay by : Ли Аронсон и Бил Прејди                          | 5. мај 2008.        | 3T6614    | 7,38                       |
| 16               | 16                 | Реакција на кикирики                | Марк Цендровски | Story by : Бил Прејди и Ли Аронсон Teleplay by : Дејв Геч и Стивен Моларо          | 12. мај 2008.       | 3T6615    | 7,79                       |
| 17               | 17                 | Фактор мандарине                    | Марк Цендровски | Story by : Чак Лори и Бил Прејди Teleplay by : Ли Аронсон и Стивен Моларо          | 19. мај 2008.       | 3T6616    | 7,34                       |